# هاروکی ایشیا
هاروکی ایشیا (انگلیسی: Haruki Ishiya; ۱۴ ژانویهٔ ۱۹۹۲ – ) صداپیشه اهل ژاپن بود. وی از سال ۲۰۱۳ میلادی تاکنون مشغول فعالیت بوده‌است.